# Maria Rosa Ribas i Monné
Maria Rosa Ribas i Monné (Barcelona, 25 de juliol del 1944 - 20 de febrer del 2024) va ser una compositora i pianista catalana. Va ser professora del Conservatori Superior Municipal de Música de Barcelona i de l'Escola de Música Victòria dels Àngels de Sant Cugat del Vallès.

## Trajectòria
Va fer els estudis musicals al Conservatori de Barcelona, on va obtenir els títols de piano, guitarra, solfeig i composició. Va ser guardonada amb una Menció d'Honor per fuga i amb els Premis d'Honor de piano, música de cambra, harmonia i composició.
Va ser deixebla dels mestres Sofia Puche, Josep Poch, Xavier Montsalvatge i Antoni Ros-Marbà, entre d'altres. De Carles Guinovart va rebre coneixements de música contemporània, i amb Paul Schilhawsky va treballar específicament l'acompanyament del lied. Va ampliar la seva formació amb molts cursos i seminaris de prestigiosos músics com ara Rosalyn Turecko, Dimitri Baskiroff, Frederic Gevers, Paul Badura-Skoda o Witold Lutosławski.
La seva activitat artística se centrà tant en la interpretació com en la composició. Com a pianista formà duo amb la soprano Maria Àngels Miró, amb qui va fer molts concerts, dedicant en els darrers anys especial atenció a la música catalana contemporània. També va escriure la peça Escletxa, per a tenora, violí i piano i dues obres per a guitarra sola, Soledad i Desacord. Les seves obres han estat interpretades en diversos països d'Europa, Mèxic, Japó i també als Estats Units. El 2010 va editar el disc Les ales del vent, amb cançons musicades per ella sobre textos del poeta lleidatà Màrius Torres.

## Reconeixements
El 1980 va guanyar el Premi de composició Francesc Basil de Figueres, i el 1998 el primer premi Caterina Albert de composició, atorgat per l'Associació Catalana de la Dona. El 2009, va ser la guanyadora del primer Concurs de Dones Compositores de Sant Cugat amb l'obra 12 haikús japonesos, que és una peça per a veu i piano amb poemes del poeta japonès Matsuo Bashō traduïts per l'escriptor Jordi Coca.